# Glyphomitrium hunanense
Glyphomitrium hunanense är en bladmossart som beskrevs av Brotherus 1929. Glyphomitrium hunanense ingår i släktet skärgårdsmossor, och familjen Ptychomitriaceae. Inga underarter finns listade i Catalogue of Life.